# Yoo Se-yoon
Đây là một tên người Triều Tiên, họ là Yoo.
Yoo Se-yoon (sinh ngày 12 tháng 9 năm 1980) là một ca sĩ và diễn viên Hàn Quốc. Anh lấy nghệ danh là Boom

## Tiểu sử
Ngày 29 tháng 5 năm 2013, Yoo Se-yoon bị cảnh sát bắt giữ do lái xe với vận tốc 30 km/giờ trong tình trạng say rượu. Sự việc này đã khiến anh phải tạm ngưng xuất hiện trong chương trình Trực tiếp tối thứ Bảy Hàn Quốc một thời gian.